# Ariel Filloy
Ariel Filloy (Córdoba, 11 marzo 1987) è un cestista argentino con cittadinanza italiana.

## Biografia
Ariel è nato da una famiglia di cestisti: suo padre Germán fu MVP del campionato argentino, mentre i tre fratelli Demián, Pablo e Juan sono anch'essi giocatori di basket.

## Carriera

### Club
I primi passi nel basket li mosse in Argentina. All'età di quindici anni, insieme al resto della famiglia, raggiunse i fratelli Pablo e Demián, che stavano giocando a basket in Italia nella cittadina sarda di Porto Torres.
Entrò così a far parte del settore giovanile della Silver Porto Torres, mentre nel 2003-2004 disputò la Serie C2 con la Dinamo 2000 Sassari, da non confondere con la Dinamo Sassari. In trenta partite fece registrare 13,7 punti di media a partita.
Nell'estate del 2004 il suo cartellino passò al Basket Rimini Crabs, squadra di proprietà del suo agente Luciano Capicchioni, seguendo lo stesso percorso che il fratello maggiore Demián aveva fatto dalla Sardegna alla Romagna approdando però in prima squadra. Quell'anno Ariel si divise tra le giovanili riminesi e la prima squadra del Cervia in C2, collezionando anche la sua prima presenza in Legadue con i Crabs, l'unica di quella stagione. Nella stagione successiva mise a referto cinque presenze con la prima squadra in Legadue, a cui si aggiunsero altre presenze in prestito alla Pallacanestro Rovereto in Serie B2 a partire da gennaio 2006. Dalla stagione 2006-2007 restò in pianta stabile nella prima squadra dei Crabs.
Ariel arrivò alla Serie A italiana nel 2008 con l'Olimpia Milano; non terminò la stagione e passò in prestito a Cremona. Anche l'anno successivo iniziò con l'Olimpia prima di trasferirsi, nel novembre 2009, alla Bialetti Scafati in Legadue. Nel 2010-11 rimase in Legadue con la Tuscany Pistoia, disputando 33 partite per 1098 minuti e realizzando 343 punti.
Nell'estate 2011 tornò all'Olimpia Milano, dove il suo minutaggio fu di 8,9 minuti a partita. Il 17 agosto 2012, dopo aver risolto il contratto con il club milanese,, si trasferì in Legadue all'AcegasAps Trieste. L'estate successiva tornò in Serie A, ingaggiato dalla Pallacanestro Reggiana, squadra in cui giocava il fratello Demián nel biennio precedente.. Nella stagione 2013-2014 vinse l'EuroChallenge con Reggio Emilia.
Nelle stagioni 2014-15 e 2015-16 tornò a vestire da capitano la maglia di Pistoia, totalizzando 58 presenze e mettendo a referto 511 punti.
Nella stagione 2016-17 passò alla Reyer Venezia, con la quale a fine stagione vinse il campionato.
Il 29 maggio 2017 passò alla Scandone Avellino. Nella stagione 2017-2018 la sua squadra si piazzò al quarto posto, ma venne eliminata ai quarti di finale dei play-off.
Nella stagione successiva 2018-2019, caratterizzata da un buon girone d'andata e un cattivo girone di ritorno, Filloy contribuì a portare Avellino all'ottavo posto e ai play-off. Tuttavia, venne eliminato nuovamente ai quarti. A fine stagione la società irpina, vittima di problemi societari, rinunciò all'iscrizione in Serie A1.
Il 5 luglio 2019 fece ritorno alla Reyer Venezia per la stagione 2019-2020.. Il 20 agosto 2020 firmò per la Victoria Libertas Pesaro.. Il 9 luglio 2021 passò alla neo-promossa Derthona Basket..

### Nazionale
Il 7 giugno 2006 esordì nell'Italia under 20, con cui nel 2007 partecipò all'Europeo, piazzandosi al terzo posto. Dopo quasi 10 anni, il 29 luglio 2017 tornò a vestire la maglia della Nazionale maggiore. Nel 2017 disputò le qualificazioni e le fasi finali del Campionato Europeo, arrivando fino ai quarti di finale dove la nazionale venne battuta il 13 settembre dalla Serbia. Dopo l'Europeo continuò a giocare con l'Italia nelle qualificazioni mondiali, raggiungendo il 22 febbraio 2019 la qualificazione dopo la vittoria contro l'Ungheria. Venne selezionato nei 12 partecipanti per il Mondiale 2019.

## Statistiche

### Serie A
Le statistiche escludono le stagioni 2009-2010 e 2010-2011, quando giocava in Serie A2, per mancanza di fonti.
| Stagione        | Squadra                | Competizione    | Partite | Partite | Partite | Statistiche tiro | Statistiche tiro | Statistiche tiro | Altre statistiche | Altre statistiche | Altre statistiche | Altre statistiche | Altre statistiche |
| Stagione        | Squadra                | Competizione    | Pres.   | Titol.  | Minuti  | Tiri da 2        | Tiri da 3        | Liberi           | Rimb.             | Assist            | Rubate            | Stopp.            | Punti             |
| --------------- | ---------------------- | --------------- | ------- | ------- | ------- | ---------------- | ---------------- | ---------------- | ----------------- | ----------------- | ----------------- | ----------------- | ----------------- |
| 2004-2005       | Crabs Rimini           | Legadue         | ??      | ??      | ??      | ??/??            | ??/??            | ??/??            | ??                | ??                | ??                | ??                | ??                |
| 2005-2006       | Crabs Rimini           | Legadue         | ??      | ??      | ??      | ??/??            | ??/??            | ??/??            | ??                | ??                | ??                | ??                | ??                |
| 2006-2007       | Crabs Rimini           | Legadue         | ??      | ??      | ??      | ??/??            | ??/??            | ??/??            | ??                | ??                | ??                | ??                | ??                |
| 2007-2008       | Crabs Rimini           | Legadue         | ??      | ??      | ??      | ??/??            | ??/??            | ??/??            | ??                | ??                | ??                | ??                | ??                |
| 2008-mar. 2009  | Olimpia Milano         | Serie A         | 2       | 0       | 4       | 0/1              | 0/1              | 0/0              | 1                 | 0                 | 0                 | 0                 | 0                 |
| mar.-giu. 2009  | Triboldi Basket        | Legadue         | 18      | ??      | ??      | ??/??            | ??/??            | ??/??            | ??                | ??                | ??                | ??                | 82                |
| 2009-2010       | Scafati Basket         | Legadue         | 26      | ??      | ??      | ??/??            | ??/??            | ??/??            | ??                | ??                | ??                | ??                | 166               |
| 2010-2011       | Pistoia Basket         | Legadue         | 30      | ??      | ??      | ??/??            | ??/??            | ??/??            | ??                | ??                | ??                | ??                | 321               |
| 2011-2012       | Olimpia Milano         | Serie A         | 16      | 1       | 143     | 5/8              | 10/25            | 2/4              | 22                | 5                 | 3                 | 1                 | 42                |
| 2013-2014       | Pallacanestro Reggiana | Serie A         | 35      | 2       | 488     | 13/44            | 30/89            | 13/15            | 54                | 41                | 18                | 0                 | 129               |
| 2014-2015       | Pistoia Basket         | Serie A         | 30      | 11      | 791     | 52/104           | 53/146           | 33/42            | 100               | 92                | 32                | 2                 | 296               |
| 2015-2016       | Pistoia Basket         | Serie A         | 28      | 6       | 665     | 34/75            | 41/127           | 24/35            | 88                | 74                | 35                | 2                 | 215               |
| 2016-2017       | Reyer Venezia          | Serie A         | 43      | 1       | 783     | 42/85            | 65/171           | 32/38            | 75                | 106               | 47                | 2                 | 311               |
| 2017-2018       | Scandone Avellino      | Serie A         | 33      | 23      | 793     | 50/112           | 62/167           | 34/47            | 72                | 104               | 19                | 3                 | 320               |
| 2018-2019       | Scandone Avellino      | Serie A         | 32      | 21      | 849     | 51/120           | 45/145           | 41/47            | 120               | 131               | 30                | 3                 | 278               |
| 2019-2020       | Reyer Venezia          | Serie A         | 14      | 0       | 191     | 8/21             | 14/46            | 2/2              | 19                | 16                | 9                 | 0                 | 60                |
| Totale carriera | Totale carriera        | Totale carriera | 233     | 65      | 4707    | 255/570          | 320/917          | 181/230          | 551               | 569               | 193               | 13                | 1651              |

### Nazionale
| Cronologia completa delle presenze e dei punti in Nazionale - Italia | Cronologia completa delle presenze e dei punti in Nazionale - Italia | Cronologia completa delle presenze e dei punti in Nazionale - Italia | Cronologia completa delle presenze e dei punti in Nazionale - Italia | Cronologia completa delle presenze e dei punti in Nazionale - Italia | Cronologia completa delle presenze e dei punti in Nazionale - Italia | Cronologia completa delle presenze e dei punti in Nazionale - Italia | Cronologia completa delle presenze e dei punti in Nazionale - Italia |
| Data                                                                 | Città                                                                | In casa                                                              | Risultato                                                            | Ospiti                                                               | Competizione                                                         | Punti                                                                | Note                                                                 |
| -------------------------------------------------------------------- | -------------------------------------------------------------------- | -------------------------------------------------------------------- | -------------------------------------------------------------------- | -------------------------------------------------------------------- | -------------------------------------------------------------------- | -------------------------------------------------------------------- | -------------------------------------------------------------------- |
| 29/07/2017                                                           | Trento                                                               | Italia                                                               | 96 - 36                                                              | Bielorussia                                                          | Torneo amichevole                                                    | 10                                                                   | [ 11 ]                                                               |
| 30/07/2017                                                           | Trento                                                               | Italia                                                               | 66 - 57                                                              | Paesi Bassi                                                          | Torneo amichevole                                                    | 3                                                                    | [ 12 ]                                                               |
| 09/08/2017                                                           | Cagliari                                                             | Italia                                                               | 74 - 68                                                              | Finlandia                                                            | Amichevole                                                           | 5                                                                    | [ 13 ]                                                               |
| 11/08/2017                                                           | Cagliari                                                             | Italia                                                               | 75 - 70                                                              | Finlandia                                                            | Torneo amichevole                                                    | 7                                                                    | [ 14 ]                                                               |
| 13/08/2017                                                           | Cagliari                                                             | Italia                                                               | 73 - 53                                                              | Turchia                                                              | Torneo amichevole                                                    | 3                                                                    | [ 15 ]                                                               |
| 18/08/2017                                                           | Tolosa                                                               | Montenegro                                                           | 66 - 67                                                              | Italia                                                               | Torneo amichevole                                                    | 3                                                                    | [ 16 ]                                                               |
| 19/08/2017                                                           | Tolosa                                                               | Belgio                                                               | 80 - 60                                                              | Italia                                                               | Torneo amichevole                                                    | 0                                                                    | [ 17 ]                                                               |
| 20/08/2017                                                           | Tolosa                                                               | Francia                                                              | 88 - 63                                                              | Italia                                                               | Torneo amichevole                                                    | 6                                                                    | [ 18 ]                                                               |
| 23/08/2017                                                           | Atene                                                                | Serbia                                                               | 73 - 65                                                              | Italia                                                               | Torneo Acropolis 2017                                                | 6                                                                    | [ 19 ]                                                               |
| 24/08/2017                                                           | Atene                                                                | Grecia                                                               | 73 - 70 dts                                                          | Italia                                                               | Torneo Acropolis 2017                                                | 10                                                                   | [ 20 ]                                                               |
| 25/08/2017                                                           | Atene                                                                | Georgia                                                              | 65 - 73                                                              | Italia                                                               | Torneo Acropolis 2017                                                | 10                                                                   | [ 21 ]                                                               |
| 31/08/2017                                                           | Tel Aviv                                                             | Israele                                                              | 48 - 69                                                              | Italia                                                               | EuroBasket 2017 - Fase a gironi                                      | 12                                                                   | [ 22 ]                                                               |
| 02/09/2017                                                           | Tel Aviv                                                             | Ucraina                                                              | 66 - 78                                                              | Italia                                                               | EuroBasket 2017 - Fase a gironi                                      | 12                                                                   | [ 23 ]                                                               |
| 03/09/2017                                                           | Tel Aviv                                                             | Lituania                                                             | 78 - 73                                                              | Italia                                                               | EuroBasket 2017 - Fase a gironi                                      | 10                                                                   | [ 24 ]                                                               |
| 05/09/2017                                                           | Tel Aviv                                                             | Germania                                                             | 61 - 55                                                              | Italia                                                               | EuroBasket 2017 - Fase a gironi                                      | 15                                                                   | [ 25 ]                                                               |
| 06/09/2017                                                           | Tel Aviv                                                             | Georgia                                                              | 69 - 71                                                              | Italia                                                               | EuroBasket 2017 - Fase a gironi                                      | 9                                                                    | [ 26 ]                                                               |
| 09/09/2017                                                           | Istanbul                                                             | Finlandia                                                            | 57 - 70                                                              | Italia                                                               | EuroBasket 2017 - Ottavi                                             | 4                                                                    | [ 27 ]                                                               |
| 13/09/2017                                                           | Istanbul                                                             | Italia                                                               | 67 - 83                                                              | Serbia                                                               | EuroBasket 2017 - Quarti                                             | 3                                                                    | [ 28 ]                                                               |
| 24/11/2017                                                           | Torino                                                               | Italia                                                               | 75 - 70                                                              | Romania                                                              | Qual. Mondiali 2019                                                  | 6                                                                    | [ 29 ]                                                               |
| 26/11/2017                                                           | Zagabria                                                             | Croazia                                                              | 64 - 80                                                              | Italia                                                               | Qual. Mondiali 2019                                                  | 6                                                                    | [ 30 ]                                                               |
| 23/02/2018                                                           | Treviso                                                              | Italia                                                               | 80 - 62                                                              | Paesi Bassi                                                          | Qual. Mondiali 2019                                                  | 4                                                                    | [ 31 ]                                                               |
| 26/02/2018                                                           | Cluj-Napoca                                                          | Romania                                                              | 50 - 101                                                             | Italia                                                               | Qual. Mondiali 2019                                                  | 0                                                                    | [ 32 ]                                                               |
| 28/06/2018                                                           | Trieste                                                              | Italia                                                               | 72 - 78                                                              | Croazia                                                              | Qual. Mondiali 2019                                                  | 3                                                                    | [ 33 ]                                                               |
| 01/07/2018                                                           | Groninga                                                             | Paesi Bassi                                                          | 81 - 66                                                              | Italia                                                               | Qual. Mondiali 2019                                                  | 3                                                                    | [ 34 ]                                                               |
| 07/09/2018                                                           | Amburgo                                                              | Rep. Ceca                                                            | 87 - 80                                                              | Italia                                                               | Torneo amichevole                                                    | 0                                                                    | [ 35 ]                                                               |
| 08/09/2018                                                           | Amburgo                                                              | Germania                                                             | 62 - 71                                                              | Italia                                                               | Torneo amichevole                                                    | 8                                                                    | [ 36 ]                                                               |
| 14/09/2018                                                           | Bologna                                                              | Italia                                                               | 101 - 82                                                             | Polonia                                                              | Qual. Mondiali 2019                                                  | 0                                                                    | [ 37 ]                                                               |
| 17/09/2018                                                           | Debrecen                                                             | Ungheria                                                             | 63 - 69                                                              | Italia                                                               | Qual. Mondiali 2019                                                  | 3                                                                    | [ 38 ]                                                               |
| 29/11/2018                                                           | Brescia                                                              | Italia                                                               | 70 - 65                                                              | Lituania                                                             | Qual. Mondiali 2019                                                  | 4                                                                    | [ 39 ]                                                               |
| 02/12/2018                                                           | Danzica                                                              | Polonia                                                              | 94 - 78                                                              | Italia                                                               | Qual. Mondiali 2019                                                  | 8                                                                    | [ 40 ]                                                               |
| 22/02/2019                                                           | Varese                                                               | Italia                                                               | 75 - 41                                                              | Ungheria                                                             | Qual. Mondiali 2019                                                  | 3                                                                    | [ 41 ]                                                               |
| 25/02/2019                                                           | Klaipėda                                                             | Lituania                                                             | 86 - 73                                                              | Italia                                                               | Qual. Mondiali 2019                                                  | 7                                                                    | [ 42 ]                                                               |
| 08/08/2019                                                           | Verona                                                               | Italia                                                               | 111 - 54                                                             | Senegal                                                              | Torneo amichevole                                                    | 3                                                                    | [ 43 ]                                                               |
| 09/08/2019                                                           | Verona                                                               | Italia                                                               | 70 - 72                                                              | Russia                                                               | Torneo amichevole                                                    | 0                                                                    | [ 44 ]                                                               |
| 10/08/2019                                                           | Verona                                                               | Italia                                                               | 72 - 54                                                              | Venezuela                                                            | Torneo amichevole                                                    | 7                                                                    | [ 45 ]                                                               |
| 16/08/2019                                                           | Atene                                                                | Grecia                                                               | 83 - 63                                                              | Italia                                                               | Torneo Acropolis 2019                                                | 0                                                                    | [ 46 ]                                                               |
| 17/08/2019                                                           | Atene                                                                | Italia                                                               | 64 - 96                                                              | Serbia                                                               | Torneo Acropolis 2019                                                | 0                                                                    | [ 47 ]                                                               |
| 18/08/2019                                                           | Atene                                                                | Italia                                                               | 70 - 72                                                              | Turchia                                                              | Torneo Acropolis 2019                                                | 0                                                                    | [ 48 ]                                                               |
| 23/08/2019                                                           | Shenyang                                                             | Italia                                                               | 65 - 71                                                              | Serbia                                                               | Torneo amichevole                                                    | 3                                                                    | [ 49 ]                                                               |
| 25/08/2019                                                           | Shenyang                                                             | Italia                                                               | 80 - 82                                                              | Francia                                                              | Torneo amichevole                                                    | 0                                                                    | [ 50 ]                                                               |
| 26/08/2019                                                           | Anshan                                                               | Italia                                                               | 82 - 88                                                              | Nuova Zelanda                                                        | Torneo amichevole                                                    | 3                                                                    | [ 51 ]                                                               |
| 31/08/2019                                                           | Foshan                                                               | Italia                                                               | 108 - 62                                                             | Filippine                                                            | Mondiali 2019 - 1ª fase a gironi                                     | 7                                                                    | [ 52 ]                                                               |
| 02/09/2019                                                           | Foshan                                                               | Italia                                                               | 92 - 61                                                              | Angola                                                               | Mondiali 2019 - 1ª fase a gironi                                     | 0                                                                    | [ 53 ]                                                               |
| 04/09/2019                                                           | Foshan                                                               | Italia                                                               | 77 - 92                                                              | Serbia                                                               | Mondiali 2019 - 1ª fase a gironi                                     | 0                                                                    | [ 54 ]                                                               |
| 06/09/2019                                                           | Wuhan                                                                | Italia                                                               | 60 - 67                                                              | Spagna                                                               | Mondiali 2019 - 2ª fase a gironi                                     | 0                                                                    | [ 55 ]                                                               |
| 08/09/2019                                                           | Wuhan                                                                | Italia                                                               | 94 - 89 dts                                                          | Porto Rico                                                           | Mondiali 2019 - 2ª fase a gironi                                     | 6                                                                    | [ 56 ]                                                               |
| Totale                                                               |                                                                      | Presenze                                                             | 46                                                                   |                                                                      | Punti                                                                | 212                                                                  |                                                                      |

## Palmarès

### Club
- Campionato italiano: 1

Reyer Venezia: 2016-2017
- Coppa Italia: 1

Reyer Venezia: 2020
- EuroChallenge: 1

Pallacanestro Reggiana: 2013-2014